# Italiensk kortlek

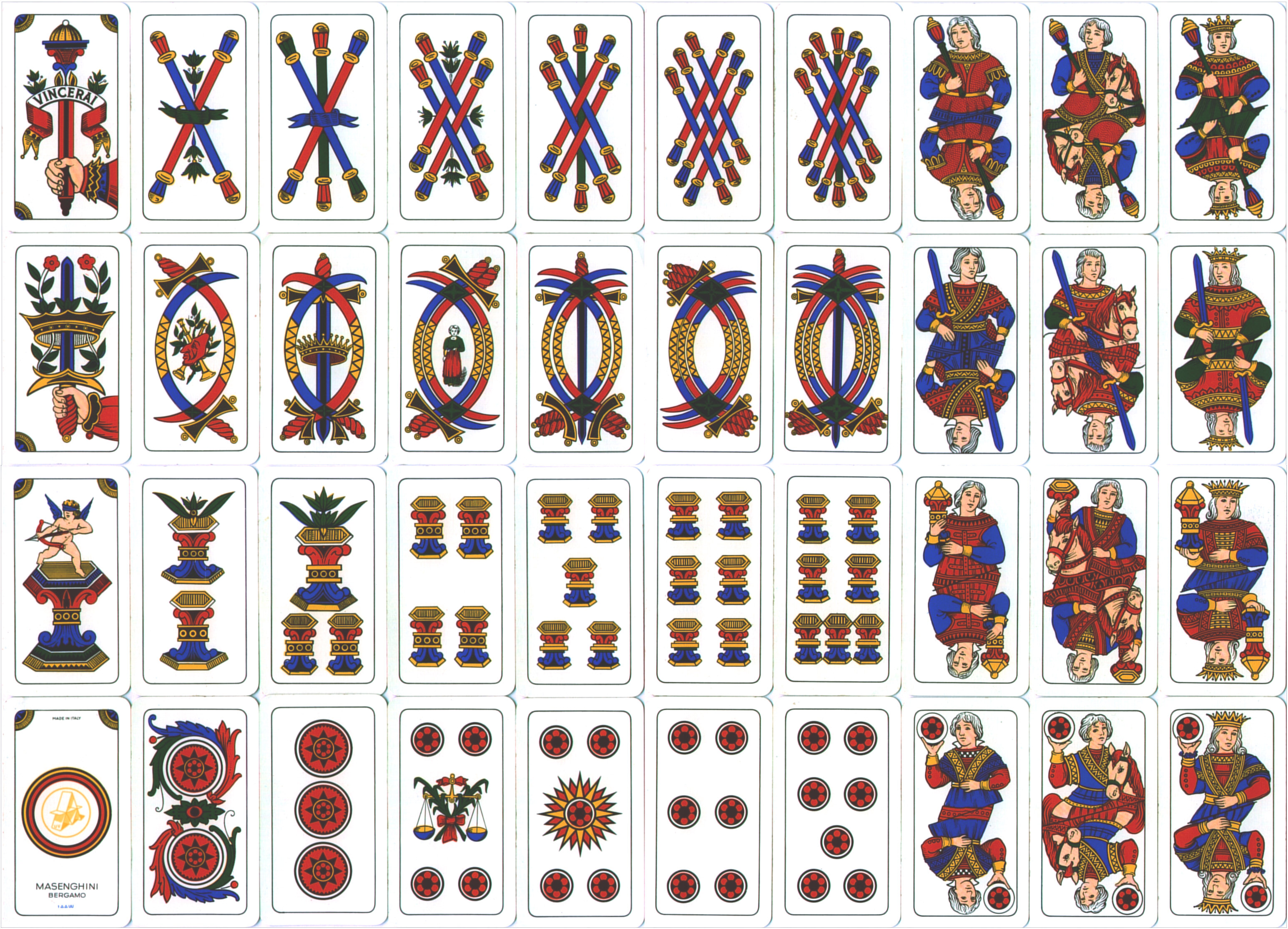
Italiensk kortlek, 40 spelkort.

Användning av olika varianter: grönt för "italienska" färger, brunt för "spanska" färger, gult för "franska" färger och blått för "tyska" färger.

Den italienska kortleken varierar i utformning i olika delar av Italien.
De allra flesta italienska kortlekar har 40 kort: fyra färger med vardera sju nummerkort (1–7) och tre målade/klädda kort. Vissa har 52 kort: 10 nummerkort och tre målade kort (precis som den fransk-engelska kortleken, den variant som är vanligast i Sverige), och vissa har 36 kort (1-6 och tre målade). De tre målade/klädda korten föreställer knekt, riddare och kung.
Hur de olika färgerna ser ut, och vad de föreställer, varierar också från region till region. Grovt uppdelat, använder man i södra Italien färgerna ur den spanska kortleken: bägare, mynt, stavar och svärd. I norra Italien använder man den "italienska" kortlekens färger, vilka föreställer samma saker som de spanska, men med ett annorlunda grafiskt utseende: bägarna är alltid sexkantiga, mynten behöver inte vara "myntfärgade", utan kan ha blå och röda mönster, stavarna ser ut som ceremonistavar, snarare än knölpåkar, och svärden ser ut som mycket smala kroksablar. I nordvästra Italien använder man "den franska" kortlekens färger hjärter, ruter, klöver och spader. I nordöstra Italien och i italienska Sydtyrolen, använder man den tyska kortlekens färger: hjärtan, ekollon, bjällror och löv.
Två populära italienska kortspel är "la scopa" och "la briscola".